# Urpay (distrito)
Urpay é um dos 13 distritos da província de Patáz, localizado na região de La Libertad

## Transporte
O distrito de Urpay é servido pela seguinte rodovia:
- PE-12B, que liga a cidade de Tayabamba ao distrito de Huayllabamba (Região de Áncash)
- LI-131, que liga o distrito à cidade de Huancaspata[1][2][3]